# Manny Harris
Corperryale L'Adorable Harris, detto Manny (Detroit, 21 settembre 1989), è un cestista statunitense.

## Statistiche

### College
| Anno      | Squadra             | PG | PT | MP   | TC%  | 3P%  | TL%  | RP  | AP  | PRP | SP  | PP   |
| --------- | ------------------- | -- | -- | ---- | ---- | ---- | ---- | --- | --- | --- | --- | ---- |
| 2007-2008 | Michigan Wolverines | 32 | 32 | 33,0 | 38,1 | 31,8 | 81,7 | 4,2 | 2,7 | 1,4 | 0,2 | 16,1 |
| 2008-2009 | Michigan Wolverines | 35 | 35 | 32,9 | 41,5 | 32,7 | 86,3 | 6,8 | 4,4 | 1,2 | 0,5 | 16,9 |
| 2009-2010 | Michigan Wolverines | 31 | 30 | 36,1 | 42,1 | 30,8 | 80,0 | 6,0 | 4,1 | 1,8 | 0,4 | 18,1 |
| Carriera  | Carriera            | 98 | 97 | 34,0 | 40,6 | 31,8 | 82,7 | 5,7 | 3,7 | 1,5 | 0,4 | 17,0 |

### NBA

#### Regular Season
| Anno      | Squadra             | PG | PT | MP   | TC%  | 3P%  | TL%  | RP  | AP  | PRP | SP  | PP  |
| --------- | ------------------- | -- | -- | ---- | ---- | ---- | ---- | --- | --- | --- | --- | --- |
| 2010-2011 | Cleveland Cavaliers | 54 | 15 | 17,3 | 37,4 | 37,0 | 76,3 | 2,6 | 1,6 | 0,6 | 0,1 | 5,9 |
| 2011-2012 | Cleveland Cavaliers | 26 | 5  | 17,5 | 40,0 | 33,3 | 69,5 | 2,7 | 1,2 | 0,5 | 0,2 | 6,7 |
| 2013-2014 | L.A. Lakers         | 9  | 0  | 20,0 | 40,0 | 35,0 | 83,3 | 3,8 | 1,2 | 0,4 | 0,1 | 8,1 |
| 2016-2017 | Dallas Mavericks    | 4  | 0  | 6,3  | 20,0 | 0,0  | 50,0 | 2,3 | 0,5 | 0,0 | 0,0 | 2,0 |
| Carriera  | Carriera            | 93 | 20 | 17,1 | 38,0 | 35,3 | 73,8 | 2,7 | 1,4 | 0,5 | 0,2 | 6,2 |

### G League
| Anno      | Squadra        | PG  | PT  | MP   | TC%  | 3P%  | TL%  | RP  | AP  | PRP | SP  | PP   |
| --------- | -------------- | --- | --- | ---- | ---- | ---- | ---- | --- | --- | --- | --- | ---- |
| 2011-2012 | Canton Charge  | 17  | 12  | 32,9 | 47,0 | 40,9 | 85,7 | 7,9 | 3,3 | 1,6 | 0,4 | 21,4 |
| 2013-2014 | L.A. D-Fenders | 22  | 22  | 38,7 | 47,2 | 30,2 | 88,3 | 7,9 | 3,8 | 2,0 | 0,2 | 31,6 |
| 2014-2015 | L.A. D-Fenders | 15  | 15  | 37,6 | 46,7 | 31,7 | 81,8 | 7,1 | 4,7 | 1,4 | 0,2 | 25,7 |
| 2015-2016 | L.A. D-Fenders | 8   | 8   | 39,9 | 41,2 | 32,4 | 84,7 | 6,8 | 4,1 | 1,9 | 0,4 | 23,4 |
| 2015-2016 | Texas Legends  | 10  | 6   | 29,4 | 46,3 | 54,3 | 75,8 | 5,5 | 3,0 | 1,1 | 0,7 | 17,0 |
| 2016-2017 | Texas Legends  | 42  | 40  | 38,6 | 45,2 | 35,2 | 79,3 | 7,4 | 3,9 | 2,0 | 0,3 | 25,9 |
| Carriera  | Carriera       | 114 | 103 | 37,0 | 45,9 | 35,1 | 83,2 | 7,3 | 3,8 | 1,8 | 0,3 | 25,3 |

### Eurocup
| Anno      | Squadra         | PG | PT | MP   | TC%  | 3P%  | TL%  | RP  | AP  | PRP | SP  | PP   |
| --------- | --------------- | -- | -- | ---- | ---- | ---- | ---- | --- | --- | --- | --- | ---- |
| 2012-2013 | Azov. Mariupol' | 3  | 1  | 32,2 | 40,5 | 30,8 | 53,3 | 8,0 | 3,0 | 0,7 | 0,0 | 14,0 |
| 2018-2019 | Rytas Vilnius   | 2  | 0  | 14,6 | 26,7 | 0,0  | 83,3 | 2,5 | 1,5 | 0,5 | 0,5 | 6,5  |
| Carriera  | Carriera        | 5  | 1  | 25,1 | 36,5 | 23,5 | 61,9 | 5,8 | 2,4 | 0,6 | 0,2 | 11,0 |

## Palmarès

### Squadra
- Coppa di Grecia: 1

AEK Atene: 2017-18
- Basketball Champions League: 1

AEK Atene: 2017-18

### Individuale
- MVP Coppa di Grecia: 1

AEK Atene: 2017-18
- Basketball Champions League MVP: 1

AEK Atene: 2017-18
- Basketball Champions League Star Lineup: 1

AEK Atene: 2017-18